# Ayoó de Vidriales
Ayoó de Vidriales és un municipi de la província de Zamora a la comunitat autònoma de Castella i Lleó.

## Demografia
| 1991 | 1996 | 2001 | 2004 |
| ---- | ---- | ---- | ---- |
| 579  | 516  | 442  | 426  |